# Круахан (Коннахт)
Круахан — древний сакральный центр древнего ирландского королевства Коннахт, которое располагалось на западе Ирландии. Другие названия этого места — Круахан Ай, Холм Друидов. Название происходит от древнеирландского «Круах» (др.‑ирл. crúach) — «сноп пшеницы», «холм».
С Круаханом связано множество исторических событий, легенд, мифов и исторических преданий. Здесь правили королева Медб и король Айлиль — герои известных древних ирландских мифов. Сейчас это местность Раткроган, расположенная в графстве Роскоммон. В легендах и мифах Круахан связывают с сакральной функцией, тайным знанием, деятельностью друидов. В этом городе хоронили верховных королей Ирландии, резиденция которых находилась в городе Тара, и местных королей Коннахта. Согласно легендам и мифам, здесь же хоронили легендарных правителей Племён богини Дану (относительно бессмертия которых в мифологии есть несколько версий). Местность вокруг Круахана называлась Долина Ай — Маг Ай. Считается, что это название возникло в результате жертвоприношения, которое, по местным верованиям, совершили сиды — жители потустороннего мира, принеся здесь жертву в виде 300 печёнок священных красноухих коров, что было сделано с магической целью.
Археологи насчитали в Круахане более двухсот археологических объектов: среди них как постройки эпохи железного века, так и более древние мегалитические сооружения. Среди них холм Ратгкроган и курган, где, по легенде, похоронен дохристианский король Нат И. Ещё одной достопримечательностью Круахана является Овэйнагат, «Пещера котов», откуда, по легенде, в день Самайна выходили чудовищные волшебные коты (битва Кухулина с одним из котов описана в саге «Пир Брикрена)».